# Micul dejun la vânătoare (pictură de Courbet)
Micul dejun de vânătoare este un tablou de mari dimensiuni, pictat în ulei pe pânză, realizat în 1858 de pictorul francez Gustave Courbet, tablou care se află în prezent în colecția Muzeului Wallraf-Richartz din Köln, Germania. A fost pictat în Germania în timpul unei lungi șederi a artistului la Frankfurt și probabil că nu a părăsit niciodată țara.
Tabloul înfățișează o masă în aer liber a unei partide de vânătoare de căprioare și este un exemplu timpuriu al genului realismului al cărui pionier a fost Courbet. Realismul cerea ca astfel de evenimente autentice, spre deosebire de compozițiile mitologice sau religioase imaginare foarte structurate, să fie înregistrate cu fidelitate, așa cum s-a întâmplat în acest caz.
Șapte ani mai târziu, Claude Monet avea să picteze capodopera sa Prânzul la iarbă verde, în care apare Courbet însuși, la o scară și mai mare.